# Sufix -acum

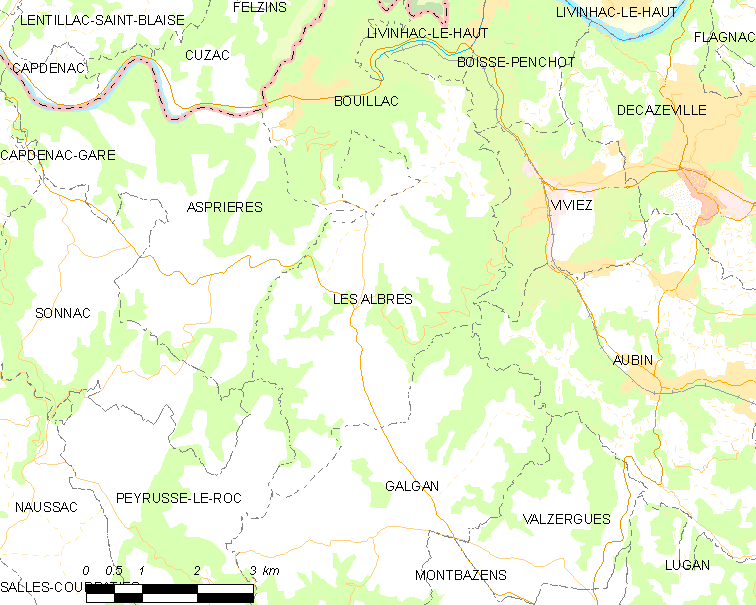
Diversos topònims acabats en ac (evolució de l'antic sufix acum) als voltants de Los Aures (Avairon)

El sufix -acum és un element comú en molts topònims de zones geogràfiques que han tingut en el passat població de llengua cèltica. És d'origen gal i la seva forma original apareix escrita de vegades com a -acon, cosa que el relaciona directament amb el cèltic comú *-ako(n). És especialment freqüent a França, on conviu amb el sufix -anum (aquest, però, derivat del llatí) sobretot dins la zona que va del sud-oest (actual Gascunya) al sud-est (Llenguadoc), bàsicament a allò que és actualment Occitània, i aquest fet es manifesta en els nombrosos topònims acabats en -ac i en -an existents en aquest territori, la major part derivats dels dos sufixos esmentats.

## Variants
El sufix apareix de vegades recollit als textos especialitzats com a -acu(m) o fins i tot -acu per tal de reflectir que la -m final s'emmudeix en llatí tardà (cal, per tant, escriure'l -acu quan es parla de l'època gal·loromana). Al mateix temps, apareix sovint un altre sufix -iacum a partir dels finals dels antropònims en -ius+-acum, convertits en -i-acum (de vegades, aquest esdevé un sufix autònom que permet la derivació de qualsevol radical), el qual es confon sovint amb l'-acum estàndard, motiu pel qual s'escriu -(i)acum en comptes d'-acum. Amb el temps, els antropònims gal·loromans acabats en -inus o -inius que produïen la terminació -iacum combinats amb el sufix -acum varen acabar esdevenint -ignac, -igny i altres variants segons la zona (cf. *Campaniacum i *Montaniacum, convertits en Campanhac, Campigny, Montanhac, Montagnieu, Montagnat i nombroses variants). Una terminació relacionada, -iniacu, va anar guanyant gradualment autonomia i de vegades s'ha acabat afegint directament a diversos noms de persones en forma de nou sufix, per a formar un nom de propietat.
Es constata també l'ús de dues variants més, una en el femení singular: -(i)aca (> -aye, exemple : Bouaye, Loira Atlàntic) i l'altra en el femení plural -(i)acas (> -ies al nord de França i a Bèlgica, exemple: Taintignies, Bèlgica).

## Origen i significat
El primer a aventurar una explicació dels nombrosos topònims gal·loromans en -(i)acum fou Henri d'Arbois de Jubainville, qui exposà la seva teoria a les Recherches sur l'origine de la propriété foncière et des noms de lieux habités en France. Segons les seves i altres comparacions etimològiques, -acum era inicialment un sufix d'adjectivació, com es pot verificar també a diverses inscripcions en llengua gal·la i llatina: caracteritza un santuari Anualonacu « al santuari d'Anualo »; defineix un deu, per exemple: Mars Braciaca « deu de la cervesa ? »; indica l'origen familiar d'algú i situa els mariners al Pilar dels Nautes (nautae Parisiaci « mariners dels Parisii »). Té també, doncs, una dimensió localitzadora.
L'adjectiu localitzador esdevé substantiu, per exemple a d(e)ae Rosmertae Dubnocaratiaco « A la deessa Rosmerta de Dubnocaratiacum ». És aquest ús substantiu el que va originar els nombrosos topònims. En aquest cas, Dubnocarati- només pot ser el nom de persona Dubnocaratius, cosa que verifica la tesi d'Henri d'Arbois de Jubainville sobre l'origen dels noms en -iacum.
Aquest sufix es va perpetuar a les llengües britòniques i gaèliques després d'una evolució fonètica: gal·lès -og, bretó antic -oc > bretó -euc > -eg, gaèlic irlandès -ach. El Coligny < *Kolin-(i)ako- occità correspon probablement al bretó kelennec (cf. Quelneuc), còrnic Kelynek (cf. Callinick i Kelynack), gal·lès Clynnog i irlandès cuilneach que signifiquen « lloc plantat de grèvol, grevoleda ».

## Ús en toponímia francesa

### Norma general
Inicialment, -acum s'emprava sobretot per a obtenir derivats toponímics o hidronímics. Atès que l'antic cèltic continental és encara una llengua poc coneguda, aquests radicals de vegades són difícils d'identificar.
Entre les referències més antigues d'un topònim en -acum a la Gàl·lia hi ha Nemetacum (antic nom d'Arras), esmentat com a Nemetacon el 170 aC. Es basa el terme gal nemeton, que vol dir « santuari », amb el sentit general de « lloc de culte ». Dins el nom de Bavay, atestat cap al 300 dC en les formes Bagacum, Bagaco, hi ha un nom d'arbre (*bagos, era probable el nom del « faig » en cèltic). La forma original de Bavay devia ser *Bagakon, que devia ser també la forma original del nom del bosc de Beiach (Suïssa), ocupat més tard pels germànics. Malgrat tot, l'ús de -(i)acum amb un antropònim es verifica des del s. III als bronzes de Champoulet: el nom de persona Dubnocaratius comprès dins el topònim Dubnocaratiaco.
Altres exemples de formacions en -(i)acum basats en un radical gal són:
- Alizay sobre alis- (cf. Alise-Sainte-Reine) « penya-segat, roquerar, moixera »; de * Alisakon
- Ambenay / Ambonnay sobre ande prefix que vol dir « a sota » (cf. *ande-banno) i bona « fundació, vila »; de *Andebonakon
- Bernay / Bernac sobre bren-, brin-. Francès dialectal bren, bran « fang, excrement »; de *Brinnakon
- Ambernac, compost d'elements dels dos tipus toponímics precedents; de *Andebrinnakon
- Andilly / Andillac sobre andel/andal « moviment de l'aigua »; cf. occità antic andalhon[7]
- Carnac / Charnat / Charnay sobre *karn « pila de pedres, túmuls »; cf. verb gal carnitu(s) « ha (han) erigit una tomba », irlandès antic carn « pila de pedres », gal·lès carn « pila de pedres »
- Cernay sobre *(i)sarno « ferro »; de *(I)sarnakon
- Gournay / Gornac, basat en un element gorn- no identificat; de *Gornakon

Es pot formar també a partir d'un apel·latiu llatí o gal·loromà:
- Campanhac, tot i que Ernest Nègre opta per un propietari Campanius[8]
- Glatigny, basat sobre *glat(t)- « enganxós » (d'on el terme glat(te) que designa una « terra compacta, terra enganxosa » en diferents dialectes)[9]

Malgrat tot, -acum es va fer servir en època tardana (Juli Cèsar no cita cap nom en -acum als seus Commentarii de Bello Gallico) i més generalment per a formar noms de propietat basats sobre el nom del seu propietari. Els noms de persones trobades amb aquest sufix poden ben bé haver estat típicament gals, gal·loromans, llatins o germànics.
El sufix es troba en centenars de noms comuns, sota formes diverses que caracteritzen diferents regions o àrees lingüístiques. Per exemple, l'antropònim llatí Aurelius és a l'origen de les comunitats d'Aurillac i d'Orly i Maximiacum produeix tant Messimy com Meximieux. La moda dels antropònims llatins es va estendre a la Gàl·lia amb la dominació romana i està ben documentada en les dedicatòries de les inscripcions que esmenten sovint el nom gal d'un pare, acompanyat del nom llatí del fill o fins i tot diferents noms llatins precedits o seguits de sobrenoms gals. En alguns casos, un antropònim aparentment llatí pot tapar un nom original gal, de manera que noms llatins del tipus Lucus, Lucius, Lucanus, vista la seva extrema freqüència a la Gàl·lia, poden ben bé amagar un nom d'una persona gal *Lucos, *Locos (cf. irlandès Luch, Lochán), basat en el nom gal del llop o del linx i que es retrobaria als nombrosos Lucy, Lucey, Luçay, Lucé, etc.
Aquest sistema de formació toponímica podria, segons alguns especialistes, haver perdurat fins aproximadament el segle vii, quan va ser rellevat per creacions de tipus romà. Això explicaria els noms de llocs veïns, basats en la mateixa antroponímia amb aquest sufix, d'una banda, i amb un apel·latiu romà de l'altra. Exemple: Boisney / Boincourt amb l'antropònim germànic Boto: *Bot-iniacu / *Boton-cort (la n suplementària és la desinència del cas de règim en francès antic, l'antropònim essent sempre al cas de règim als topònims en -court) o fins i tot Bréquigny / Bracquemont amb l'antropònim germànic Brakko: *Brakk-iniacu / *Brakko-mont.
Charles Rostaing insisteix sobre la difusió d'aquest sufix: « Els noms en -acum són molt nombrosos: formen la vintena part del total dels noms de llocs habitats; es troben a França a pertot, tret del departament dels Alps Marítims, i són prou rars a la Provença i Llenguadoc, més romanitzades ». Aquest sufix és, igual que als Alps Marítims, quasi inexistent al País Basc i a Còrsega.

### L'excepció bretona
A Bretanya, l'evolució fonètica del sufix *-ako(n) ha donat lloc a nombroses variants. Aquesta diversitat dels productes de *-ako(n) s'explica principalment per l'establiment de grups de bretons originaris de l'illa de Gran Bretanya a partir del s. IV.
Normalment, a les regions de les llengües d'oïl, -(I)ACU ha evolucionat fonèticament en -ay, -é, -y, etc., tot passant per un estadi -(i)ac en una època indeterminada. Aquest no és sempre el cas de la Bretanya armoricana, on el bretó compartia espai amb el gal·ló-romànic. Al sud de Bretanya (Loira Atlàntic, Morbihan) i l'est (Ille i Vilaine, Costes del Nord) hi ha nombrosos topònims acabats en -(é)ac, com ara Brignac; Moréac; Vignac; Campénéac; Montennac, Lohéac, Loudéac, Tinténiac, Carnac, etc. dels quals n'hi ha equivalents exactes en altres regions, entre ells Brigné (Saumurois), Brinhac (Llenguadoc); Mory (Nord-Pas-de-Calais), Morey (Borgonya); Vigny (Lorena); Champigny, Campanhac; Montigny, Montanhac; Loué (País del Loira); Taintignies (Bèlgica), Tintinhac (Llemosí); Carnac e Rofiac, Charnat, Charnay, etc.
Dues teories expliquen el manteniment del -ac fins al s. IX, moment en què evolucionà a -é, -y, etc. a la zona romànica:

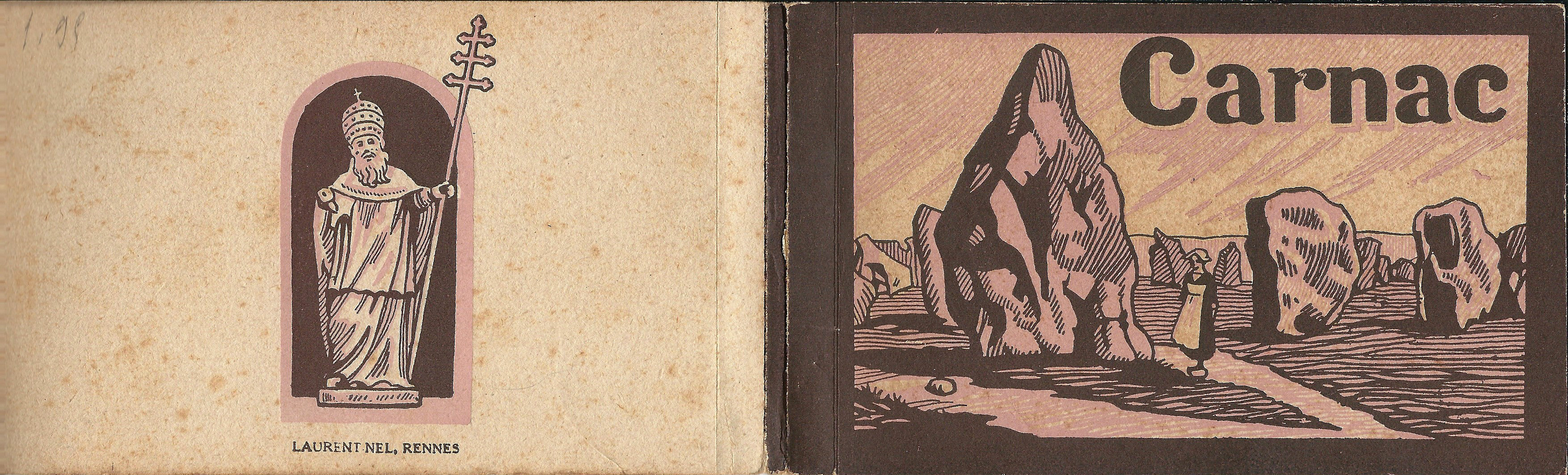
Carnac, un dels topònims en ac més coneguts de Bretanya

- Aquesta zona correspon a l'àrea del bilingüisme romànic/bretó. És el contacte amb la llengua bretona que ha evitat l'evolució comuna dins el conjunt dels dialectes d'oïl, però l'ús del bretó fou massa limitat en l'espai i el temps a l'est de la ratlla que va de Vannes a Saint-Malo (amb un repunt cap a l'oest del centre) per a provocar la desaparició del gal·ló-romànic i la renovació completa de la toponímia. D'altra banda, a l'est i sud-est de la zona de Rennes (Vitré, Fougères, etc.), on el bretó no s'arribà a parlar mai, *-(I)ACU ha evolucionat normalment a -é (cf. Vitré), igual que a Maine o Anjou especialment (no hi ha cap nom en -ac en aquesta zona).

- Aquesta zona correspon a l'àrea on es va utilitzar el bretó sense parlar de veritable bilingüisme, malgrat que hi hagués certament petites illes romàniques com també hi havia illots britònics a l'est de Rennes. Va ser més tard que el romànic s'escampà vers l'oest. El romànic va arribar probablement a les portes dels actuals departaments de Costes d'Armor i Morbihan cap al segle XI-XII i va guanyar el nord-est de Costes d'Armor un segle més tard.[13] Els processos i les causes de l'expansió són poc coneguts. Les diverses guerres o relacions van afavorir el progrés del romànic, fent-lo una llengua més prestigiada. Altres estudiosos parlen d'un creixement demogràfic més important a l'Alta Bretanya que hauria afavorit una emigració cap a l'oest[14] i l'arribada de colons de la propera Normandia.

En paral·lel a l'ús de -ac, el bretó va introduir el sufix *-ogon que s'empra generalment en els noms de persona o de sant. A l'estadi del bretó antic, *-ogon esdevé -og (escrit -oc o -uc en francés), i -eug (escrit -euc), fins que entre el s. XII i XV s'estabilitzà en -eg (escrit -ec). Així, per exemple, seguint amb els exemples anteriors hi ha els doblets Brignac / Brigneuc (Plumaugat, Costes d'Armor); Moréac / Morieux (Costes d'Armor, Morioc el 1211 i després Morieuc); Vignac / Vignoc (Ille i Vilaine); Campénéac / Campeneuc (Tinténiac, Ille i Vilaine, Campenoc al s. XI).

### Distribució per zones
Nota: els mapes mostrats a continuació només ofereixen una visió general de la distribució del sufix -acum a França i no són pas exhaustius. D'altra banda, les variants regionals d'aquest sufix només es donen, en principi, a les regions afectades, ja que moltes de les terminacions similars esmentades en els mapes fora de les seves regions d'origen, són de fet altres sufixos no relacionats amb -acum, per exemple: -é / -y al domini occità o -eu /-eux al nord de França.
A més, aquests mapes no reflecteixen les ocurrències d'aquests sufixos fora dels límits de les fronteres actuals de França, sense tenir en compte la seva repetició tot al llarg dels països veïns que van tenir també població celta en el passat, com és el cas de Bèlgica, Suïssa, l'Alemanya meridional, l'extrem nord d'Itàlia i la Gran Bretanya entre d'altres.

#### Occitània
Al sud-oest d'Occitània, el sufix pren la forma -ac (igual que a Bretanya) i al massís central i al Llenguadoc, -ac / -at. Al nord del sud-oest, les Charentes formen una "anomalia": allà, l'occità s'hi perdé vers el s. XV a causa del seu repoblament després dels estralls de la Guerra dels Cent Anys. Una línia més o menys est-oest entre Rochefort-sur-Mer i Ruffec separa els noms en -ac al sud i en -é, -ey, -ay ou -y al nord.
- -ac, -acq: Hloirac (1), Florac (1), Fleurac (1), Savinhac (2), Vitrac (5), Robiac (11)[a]
- -at: Chavanat, Chanat (a Alvèrnia i de vegades al Llemosí, car -ac s'hi pronunciava -a)[b]

En català, moltes d'aquestes localitats en -ac esdevingueren cognoms habituals ja des de la Baixa edat mitjana, quan hi hagué la forta immigració occitana al Principat, especialment després de la desfeta del catarisme. Entre aquests coneguts cognoms hi ha Cardellach (Cardelhac), Gallach (Galhac), Marsillach (Marcilhac), Marsinyach (Macinhac), Surinyach (Serinhac) i molts altres. Un altre cognom occità format a partir d'un poble en -acum que ha esdevingut famós a escala internacional és Cadillac, amb origen a la població de Cadilhac.

#### Zona francoprovençal
Al centre-est del domini francoprovençal, el sufix pren les formes -eu / -eux / -aix / -eix / -ex/ -at.
- -at: Jayat, Viriat (5), Royat (11)
- -eu(x): Fleurieu-sur-Saône (1), Savigneux (2), Virieu (5)[c]
- -ex: Perrex, Thônex, Morgex

Occitània i Franc Comtat
Terminacions en -ac, derivades d'-acum, només a Occitània i a Bretanya.
Terminacions en -at, derivades d'-acum, abundants a Alvèrnia i el Llemosí.
Terminacions en -eu(x), abundants al Franc Comtat (aquestes no deriven d'-acum).
Terminacions en -ax, -ex, -aix i -eix

#### Llengües d'oïl
A la zona del gran oest, comprès el gal·ló de Bretanya: -ey / -ay / -é /-y; a l'Illa de França: -y / -ay. Al nord i nord-est: -y / -ay / -ey.
- -ay: Massay (7), Savenay (2), Brizay (3), Groslay (8), Authenay (6), Vitray (5), Cintray (9)
- -ai: Chandai, Cambrai, Vitrai (5)
- -é: Fleuré (1), Sévigné (2), Brézé (3), Vitré (5), Cintré (9), Rougé (11)
- -ey: Fleurey (1), Grosley (8), Vitrey (5), Cintrey (9)
- -y: Fleury (1), Savigny (2), Sévigny (2), Massy (7), Autigny (6), Vitry (5)

Llengües d'oïl
Terminacions en -ay. Al domini occità, no són derivats d'-acum.
Terminacions en -ai. Al departement de l'Orne, les -ay han esdevingut -ai per decisió del Consell General. Obernai i Niedernai a Alsàcia no són noms en -acum
Terminacions en -é. Deriven d'-acum només a l'oest, en altres indrets són excepcionals.
Terminacions en -ey. Al sud-oest, no són derivats d'-acum.
Terminacions en -y, -igny, -illy. Al sud, -y no prové d'-i-acum, per exemple la terminació -uby al sud-oest.
Terminacions en -ach, -ich i -ig, derivades d'-acum, només a Alsàcia i a la Lorena, en altres indrets és un altre sufix.

#### Altres variants
- A les zones germanitzades del nord-est: -ich, -ach, -ig.
  - -ach: Durmenach, Altenach (6), Neuf-Brisach (2), Rouffach (11), Brettnach
  - -ig: Epfig, Mutzig, Kuntzig
  - -ich: Sœtrich (9), Kemplich

- Les variants -aca i -iacas esdevenen -ecques i -eke a les zones de llengua flamenca (actual o antigament) del Nord-Pas-de-Calais.
  - -ecque(s): Hézecques, Senlecques, Ecquedecques, Blendecques, Wardrecques, Éperlecques
  - -eke: Blendeke (Blendecques), Wardreke (Wardrecques), Sperleke (Éperlecques)

- Al Nord-Pas-de-Calais, Picardia i Normandia: -ies, -ez, -iers.
  - -ies: Offignies, Wargnies, Molagnies, Ghissignies

## Resta de l'antiga Gàl·lia

### Valònia
- -(i)acum > -ai: Tournai, antic Turnacum
- -iacas > -ies: Taintignies

### Flandes
Font:
- Tractament usual de -(i)acum:
  - > -ik: Doornik (en francès, Tournai), Wervik
  - > -ijk (variant ortogràfica de -ik, que ha influenciat sovint la pronunciació): Kamerijk (en francès, Cambrai), Kortrijk (Courtrai)
  - > -ich a les zones orientals, on ha penetrat la segona mutació consonàntica germànica: Kessenich, Kontich, Kumtich
- Tractament de -(i)acum sense apòcope de la e final:
  - > *-ika > -eke: Denderwindeke, Kemzeke, Velzeke
- Tractament de -acum amb accent secundari sobre el sufix:
  - > -ake(n): Kortenaken, Montenaken, Semmerzake
- -siacum
  - > -*sika > -zeke: Kemzeke, Velzeke
  - > -*s(i)ka > -s(ch)e: Temse (en francès Tamise, on sembla mancar-hi el sufix)

### Luxemburg
- -(i)acum > -ich: Sterpenich, equivalent dels Étrépagny (Alta Normandia), Éterpigny (Nord-Pas-de-Calais i Picardia) i Étrepigney (Franc Comtat)

### Suïssa
- (i)acum > -y (Suïssa romanx): Chailly, a Montreux
- (i)acum > -ach, -ich (Suïssa alemanya): Beiach, Martinach (forma alemanya de Martigny)
- (i)acum > -ago (Suïssa italiana): principalment al cantó de Ticino, Brissago i les antigues communes de Brè-Aldesago, Cavagnago.

## Antiga Gàl·lia Cisalpina
Fora de les zones esmentades més amunt i de l'antiga Britànnia, l'ús de *-(i)akon és rar. Sí que se n’observa una concentració limitada al nord d'Itàlia (l'antiga Gàl·lia Cisalpina), sobretot a Insúbria, la ciutat metropolitana de Milà i les províncies de Bèrgam, Como, Monza i Brianza, Lecco, Lodi, Novara, Varese i Venècia. Entre les ciutats de l'edat antiga en aquests territoris hi ha Bedriacum (o Betriacum), escenari de dues històriques batalles.
La forma evolucionada d'-acum a la Gàl·lia Cisalpina és -ago, vegeu per exemple Carnago (que sembla equivalent a Carnac) o Asiago (equivalent als nombrosos Azay, Azé, Aisy). Entre les nombroses comunes italianes amb noms en -ago hi ha aquestes: Arsago Seprio, Arzago d'Adda, Assago, Barzago, Bellinzago Lombardo, Bellinzago Novarese, Binago, Bodio Lomnago, Bovisio-Masciago, Brissago-Valtravaglia, Bulciago, Burago di Molgora; Busnago, Cadegliano Viconago, Cadorago, Camairago, Cambiago, Capiago Intimiano, Caponago, Casciago, Cassago Brianza, Cassano Magnago, Cavenago d'Adda, Cavenago di Brianza, Cavernago, Cazzago Brabbia, Cazzago San Martino, Cergnago, Cislago, Cocquio-Trevisago, Comezzano-Cizzago, Comignago, Cucciago, Cusago, Dairago, Dolzago, Filago, Fortunago, Gerenzago, Giussago, Gorlago, Grezzago, Gussago, Imbersago, Inzago, Jerago con Orago, Lardirago, Legnago, Lorenzago di Cadore, Luisago, Lurago d'Erba, Lurago Marinone, Magnago, Mairago, Maniago, Marcignago, Massanzago, Masciago Primo, Medolago, Mezzago, Moriago della Battaglia, Mornago, Ornago, Orsago, Osnago, Ossago Lodigiano, Palazzago, Parabiago, Pessano con Bornago, Puegnago sul Garda, Rezzago, Ronago, Secugnago, Senago, Sozzago, Sumirago (amb les seves fraccions d'Albusciago i Menzago), Tregnago, Urago d'Oglio, Vanzago, Vedelago, Vercurago i Volpago del Montello.

## Antiga Britànnia
L'ús del sufix -(i)acum ha estat ben testificat a les illes britàniques des de l'antiguitat i molts tipus toponímics es retroben al continent.

### Anglaterra
En allò que és actualment Anglaterra hi ha documentades diverses ciutats acabades en -acum:
- Eboràcum (Ptolemeu, II, 3, 10: Eborakon), actualment York < Iorvík, forma escandinava d’Eoforwic, adaptació anglosaxona del nom celta primitiu.[17] Això es conserva en britònic després de l'evolució fonètica, de vegades amb l'addició del mot caer « vila »: gal·lès antic (Cair) Ebrauc i després (Caer)Efrog en gal·lès i (Ker)Evreg / (Ker)Evrog en bretó.
- Brauoniacum (altrament dita Bravoniacum, Brovonacae, Brovonacis, Braboniaco) basada sobre un element brauon- del nom de la mola en cèltic *brauu (cf. gal·lès breuan, bretó breo « mola ») un antic campament romà ubicat per John Horsley[18] a Kirkby Thore al districte d'Eden i per d'altres és l'antiga vila de Burwens, a Crosby Ravensworth.
- Epiacum (Ptolemeu, II,3,10: Epiakon, Epeiakon), actualment potser Whitley Castle, amb el seu equivalent germanitzat Epfig (Alsàcia, Epiaco s. XII)
- Vagniacum (Vagniacae, Vagniacis) situat a Springhead, Gravesham.
- Bremetenacum actualment Ribchester, de *Bremetonacon

### Gal·les
El sufix ha evolucionat fonèticament en -(i)awc, -(i)awg- > -(i)og. Com en l'antiga toponímia de Gran Bretanya i la d'Europa continental, es combina tant amb un apel·latiu com amb un nom personal.
- Clynnog (< Celynnog) « grevoleda, bosc de grèvol » equivalent possible de Coligny (cf. més amunt)
- Brycheiniog (anglès Brecknock), basat sobre el nom de persona Brychan.
- Tudweiliog, basat sobre el nom de persona Tudwal
- Ffestiniog, basat sobre el nom de persona Festinius, equivalent dels Festigny de França, per exemple Festigny (Marne, Festiniacus el 853).

### Cornualla
El sufix -(i)acum ha donat -(i)ack o -ick en anglès dins la toponímia còrnica.
- Angarrack, Botallack (còrnic Bostalek), Carharrack (còrnic Karardhek), Carlidnack, Carvinack, Coverack (còrnic Porthkovrek), Dorminack (còrnic Dor meynek), Kelynack (còrnic Kelynek), Landewednack (còrnic Lanndewynnek), Towednack (còrnic Tewydnek), etc.
- Calenick (còrnic Klunyek), Carrick (còrnic Karrek)

## Altres zones

### Alemanya
Un dels topònims en -acum més coneguts de l'antiga Germània Superior és Mogoncíacum, actual Magúncia (Mainz en alemany). D'altres han evolucionat a terminacions en -ach / -ich:
- Breisach am Rhein (en francès Vieux-Brisach, enfront de Neuf-Brisach, Alsàcia), equivalent dels Brézé, Brézay de *Brisakon, del nom de persona gal Brisos.
- Eisenach com Isigny
- Jülich correspon a Jully, Juilly, Jeuilly, sorgit de *JULIACU, del nom de persona llatí Julius.
- Kempenich (* Campaniacum), equivalent dels Champigny, Campigny
- Merzenich (Martiniacum), com Martigny, Martinhac
- Rivenich (Riveniacus el 748)
- Rövenich (Rufiniacum), com Rouffigny, Rouffignac
- Sinzenich (Sentiniacum), com Saint-Igny-de-Vers (Roine, Semtiniacus al s. XI)
- Ülpenich, correspon a Olpignac a Champagnac-le-Vieux i a Upigny (Bèlgica)
- Zülpich, Tolbiac en francès

### Àustria
- Trofaiach (Treviach ?)

### Espanya
El sufix és pràcticament absent a Espanya, tot i haver-hi molts altres topònims d'origen celta. Se n'observen, però, alguns exemples comptats a l'Aragó sota la forma -ago, com ara Lechago o Litago. N'hi ha també algun exemple a la zona cantàbrica, entre ells Victoriacum, l'actual Vitòria/Gasteiz.